# یخ‌روانه
یخ‌روانه یا یَخ‌سُره (به انگلیسی: Gelifluction)، بسیار شبیه به خاک‌روانه، عمل یخ‌زدگی-ذوب فصلی روی غرقاب خاک‌های سطحی است که باعث حرکت به پایین شیب می‌شود. یَخ‌سُره در مناطق پیرایخچالی که برف در طول شش تا هشت ماه از سال می‌بارد برجسته است. در بهار، برف و یخ ذوب می‌شوند و چشم‌انداز به‌طور مؤثری با بارش نیم‌ساله در عرض چند روز غرق می‌شود. خاک بالایی غرقاب می‌شود و مانند یک مایع در جریان است. از آنجایی که خاک مرطوب مانند یک سیال رفتار می‌کند، یخ‌سره شکلی از حرکت جرم است که می‌تواند در شیب‌هایی با زاویه شیب کمتر از نیم درجه نیز رخ دهد.